# Matt Shaft
Matt Shaft (pravo ime Matej Magdić, Vinkovci, 26. ožujka 1995.) hrvatski je kantautor, violinist i glazbeni producent.
Glazbenu karijeru započeo je učenjem violine u ranoj mladosti. Tijekom studija na Muzičkoj akademiji u Zagrebu, počeo je nastupati kao ulični svirač. Njegov glazbeni izričaj karakterizira kombinacija pop, trap, folk i indie elemenata, često obogaćena violinskim dionicama. Magdić sam potpisuje glazbu, tekstove i produkciju većine svojih pjesama. 
Godine 2017. probio se u superfinale „Karlovačko RockOff-a” s pjesmom „Budi radostan”, koja je kasnije proglašena najemitiranijim singlom natjecanja prema podacima ZAMP-a. Nakon nekoliko uspješnih singlova, objavio je svoj debitantski album na engleskom jeziku „YOUNG” 2018. godine., a kasnije i album „Šah Mat” koji sadrži deset pjesama, uključujući suradnje s izvođačima poput Merule, Iggy Biznisa i nobru-a.
Plasirao se na Doru 2025. s pjesmom „Welcome to the Circus”, koju je napisao u suradnji s Laurom Sučec, koja mu je i partnerica. Ona također nastupa na Dori 2025. pod umjetničkim imenom laurakojapjeva.
Održao je nastupe na brojnim lokacijama, uključujući: Tvornicu kulture Zagreb, KSET, Rockmark i Vinyl, te je bio finalist Imagine festivala 2016. godine.

## Albumi
- „YOUNG” (na engleskom), 2018.
- „Šah Mat” (na hrvatskom), 2022.